# محمد الدوسري (لاعب كرة قدم مواليد ديسمبر 2001)
محمد عامر الدوسري مواليد 2 ديسمبر 2001 في ، السعودية، هو لاعب كرة قدم سعودي لعب سابقاً لنادي الثقبة في الوسط.